# バカガ州
バカガ州（仏・サンゴ語: Vakaga）は、中央アフリカ共和国の州。国土の北東端に位置し、北をチャドと、東をスーダンと接する。州都はビラオ。人口は約8.3万人（2021年推計）。州名は域内を流れるバカガ川に由来する。

## 歴史
1946年10月16日、地域と同格のビラオ自治郡として設置された。1961年1月23日の行政区画再編では州の下位区画であるビラオ郡となったが、1964年11月20日に州へ昇格・改称され、バカガ州となった。

## 隣接州
- サラマト州
- シラ州
- 中部ダルフール州
- 南ダルフール州
- オート・コト州
- バミンギ・バンゴラン州

## 下位行政区画

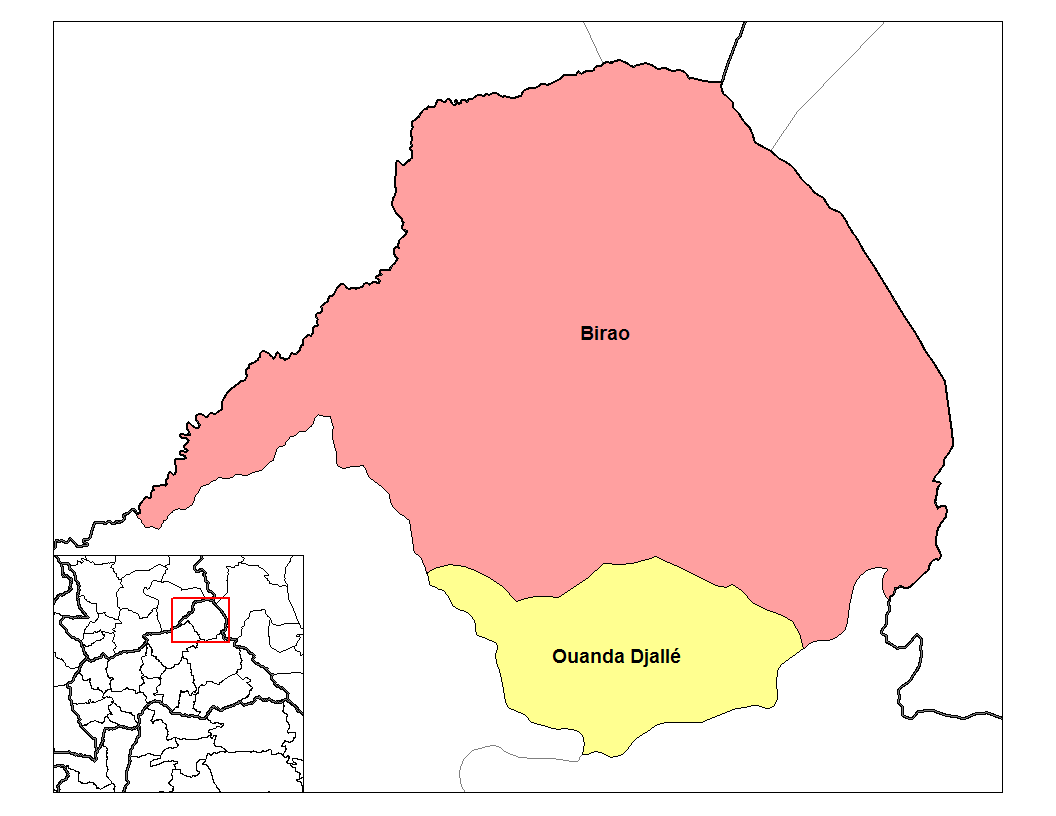
バカガ州の郡（2021年以前）

2021年以降は4郡に分けられる。
- ビラオ
- ワンダ＝ジャレ（フランス語版）
- ワジア（Ouadjia）
- アムダフォック（Amdafock）

## 出身人物
- ミシェル・ジョトディア - 政治家、第7代中央アフリカ共和国大統領